# Puzz Loop
Pour le film de 2002, voir Ballistic.
Puzz Loop est un jeu vidéo de puzzle développé et édité par Mitchell Corporation, sorti en 1998 sur borne d'arcade, PlayStation, Nuon, Game Boy Color, Neo-Geo Pocket Color et iOS.
Les portages sur consoles ont été nommés Ballistic en occident.
Il a pour suite Puzz Loop 2.

## Notes et références

## Accueil
- GameSpot : 6,7/10 (PS)[1] - 5,6/10 (GBC)[2]
- Joypad : 4/10 (PS)[3]